# Cámara de cielo entero

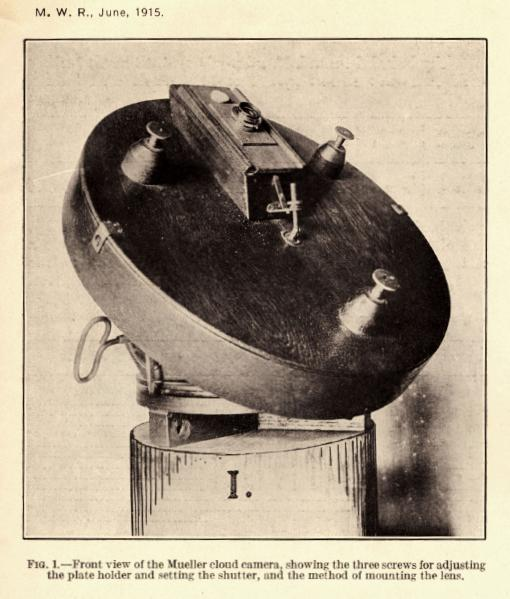
Cámara astronómica Mueller (ca. 1905) modificada por Fassig. Reportado en el asunto de Revisión Mensual del Tiempo 1915.

Una cámara de cielo entero o cámara astronómica (whole-sky camera en inglés) es una cámara especializada utilizada en meteorología y astronomía para capturar una fotografía del cielo entero. Otra aplicación es la fotografía hemisférica para estudiar geometría de dosel de la planta y para calcular la radiación solar cercana al suelo.

## Historia y usos
La cámara de cielo entero se ha utilizado y sigue utilizándose principalmente para la observación de las nubes, cosa que permite determinar factores importantes como los niveles de radiación ultravioleta que llega a la superficie de la Tierra o para predecir el tiempo. En unos inicios fueron observadores humanos los que hacían este trabajo y determinaban el tipo de nubes, el espacio total de cielo que estas cubrían y, en algunos casos, la condición del disco solar. Sin embargo, por razones económicas atribuidas a los grandes gastos que estos observadores humanos conllevaban, acabaron por conducir al desarrollo de programas y aparatos automáticos que pudieran detectar y cuantificar la cantidad de nubes en el cielo y su tipo.
Por supuesto para eso se utilizaban y utilizan satélites que ofrecen información desde el espacio. Sin embargo, estos aparatos contienen algunas debilidades que no les permiten hacer cálculos muy exactos sobre la cuantificación de pequeñas aglomeraciones de nubes o detectar nubes que se encuentren a poca altitud respecto al nivel de la superficie terrestre. Además, no permite determinar de forma exacta la cantidad de radiación ultravioleta que se filtra a través de las nubes.
Por lo tanto, una opción para obtener información continuada de las condiciones del cielo a escala local fue y es el uso de aparatos que permitan captar imágenes del cielo desde el suelo. Los aparatos más conocidos para realizar esta función fueron las cámaras de cielo entero desarrolladas por el Instituto Scripps de Oceanografía de la Universidad de California, San Diego. Son cámaras que permiten calcular de forma muy exacta radiancias en distintas bandas de longitud de onda en todo el hemisferio y la cubierta de cielo fraccional que producen las nubes. El precio alto de estas capturadoras de imágenes del cielo es tan alto que muchos, incluyendo grupos de investigación profesional, no muestran interés en obtenerla.

## Desarrollo
Las cámaras de cielo entero normalmente utilizan un objetivo ojo de pez que capta una imagen hemisférica extremadamente ancha. Dichas lentes fueron originalmente desarrolladas para un uso en meteorología.
Aun así, las técnicas alternativas están basadas en la fotografía de estilo espejo, un hemisferio qué es más común. Una de las primeras cámaras de cielo entero registradas  estaba basada en una serie de cuadros con lentes inclinadas hacia el horizonte a una altitud de 45°. Con una lente que cubre un campo angular de 90°, dicha cámara gira sobre un eje vertical.

## Aplicaciones meteorológicas
En aplicaciones meteorológicas, las cámaras de cielo entero se usan para estudiar la cobertura de las nubes, el nivel actual de radiación UV, la cobertura de nubes fraccionadas, la polarización del cielo, el cálculo de la altura de la base de las nubes y la velocidad del viento en las alturas de las nubes. Otros usos incluyen crear fotografía de las nubes en cámara rápida. Las cámaras de cielo entero pueden estar equipadas con un rastreador de sol que sirve para bloquear la luz solar que resulte demasiado brillante para el rango dinámico típico de fotografías. El rastreo del sol permite tener estimaciones fiables sobre la cobertura de nubes fraccionadas, incluyendo la cobertura de la parte del cielo más cercana al sol. Hay técnicas como el renderizado de alto rango dinámico que permiten tomar fotografías de alto rango dinámico sin necesidad de un seguidor solar. 

## Estereoscopia de nube
Las cámaras de cielo entero en configuraciones estéreo se puede utilizar para derivar la altura de la base de la nube y el movimiento de la base de la nube. El primer trabajo en esta aplicación de fotogrametría se realizó en 1896.

## Imágenes

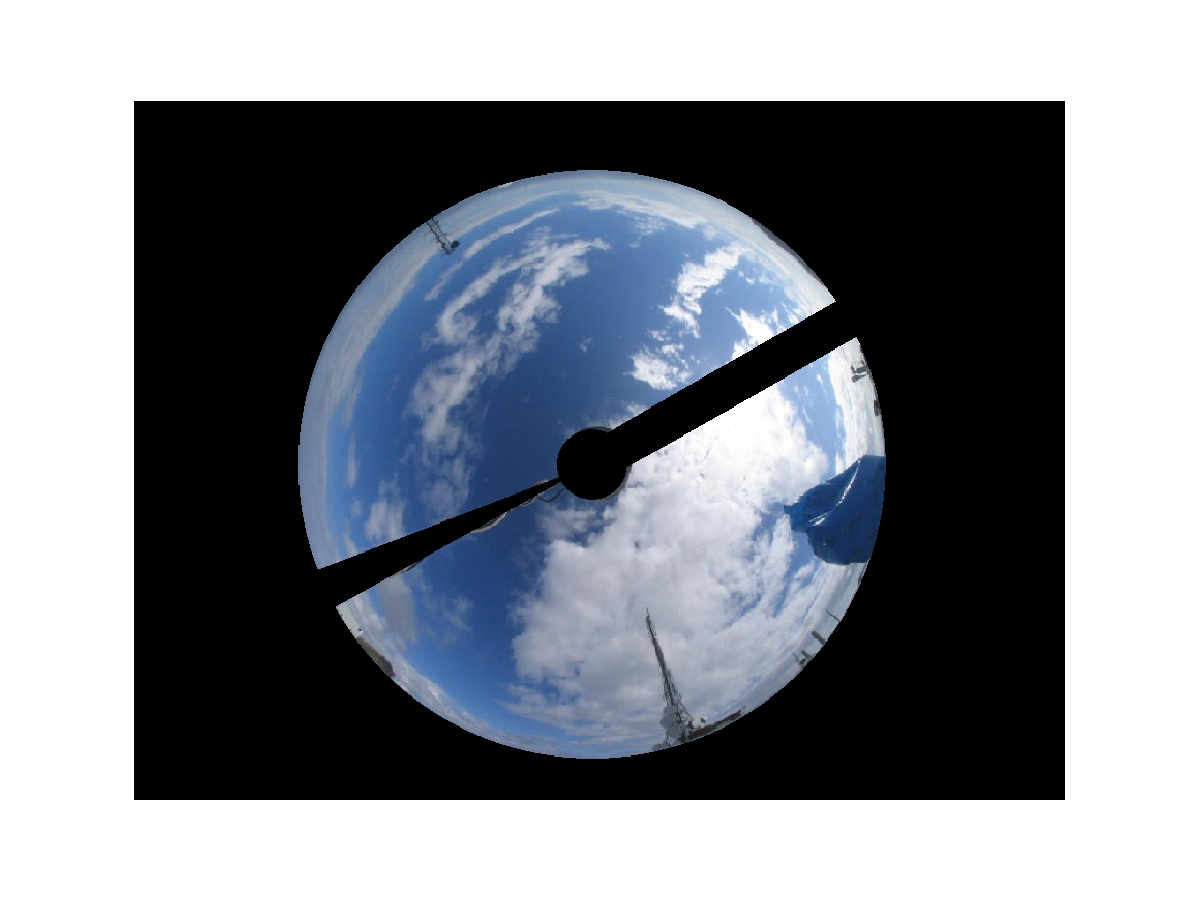
Imagen del cielo basada en el diseño de K. Markowicz. Se ve una franja negra que cubre el sol (seguidor solar).
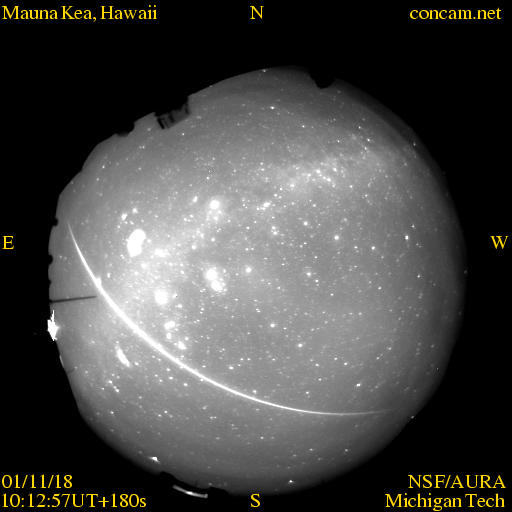
Imagen del cielo de la CONCAM en los observatorios de Mauna Kea el 18 de noviembre de 2001, que muestra el largo rastro de un meteoro Leónidas.
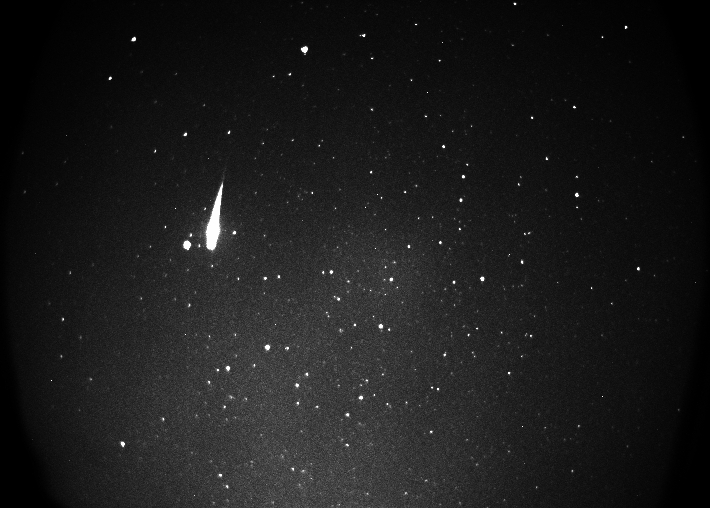
Imagen del cielo del Observatorio Ladd el 19 de enero de 2012, que muestra el destello de una bola de fuego brillante.
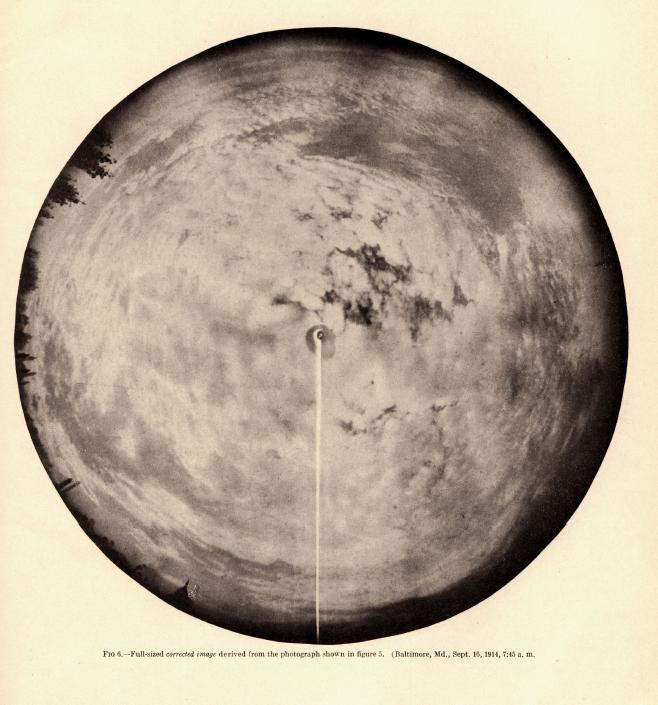
Baltimore, Maryland, 16 de septiembre de 1914, 7:45 a. m.. Tomado de la cámara inclinada de Mueller.
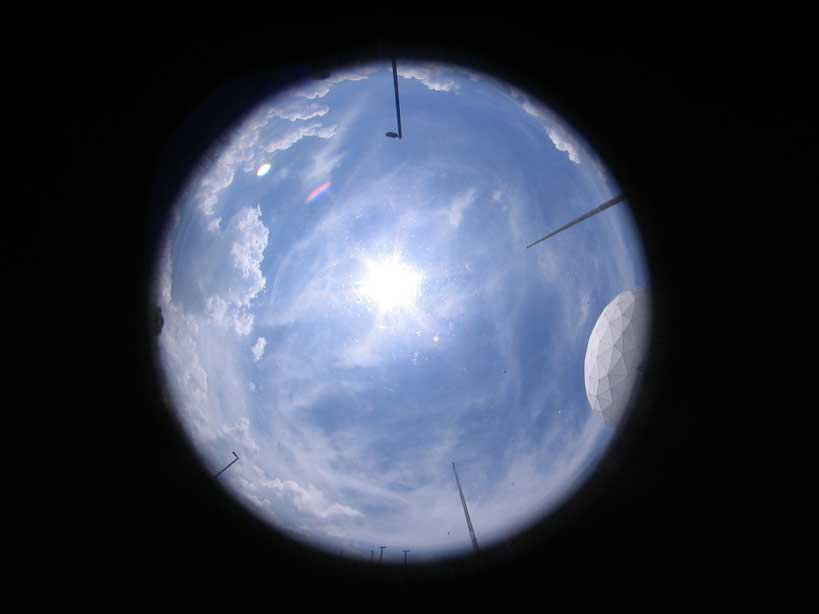
N. del Centro Espacial Kennedy, Florida. El 24 de julio de 2009. Tomada de la cámara de Flatau.